# Trichosteleum jaegeri
Trichosteleum jaegeri är en bladmossart som beskrevs av Potier de la Varde 1948. Trichosteleum jaegeri ingår i släktet Trichosteleum och familjen Sematophyllaceae. Inga underarter finns listade i Catalogue of Life.